# ファリアン
ファリアン (Pharien) はアーサー王物語に登場する騎士の一人。中世フランス語散文「聖杯物語群」の中核を占める『ランスロ本伝』によると、ファリアンは大陸にあったゴーヌ国のボオール王に仕えていたが、殺人を犯し王から財産を没収される（ボオール王は、ランスロの父バン王の兄弟にあたる）。その後ファリアンは、ボオール王の仇敵だったクローダス王に家令として仕える。それでもボオール王が亡くなると、ファリアンは王の2人息子リヨネルとボオール（ランスロの従弟たち）をひそかに育てる。

## 関連書籍
- 渡邉浩司「新旧の主君へ尽くすべき忠節 - 『ランスロ本伝』の描く騎士ファリアン像」、『英雄詩とは何か』（中央大学出版部、2011年）pp.209-236.
- 渡邉浩司「流布本『メルラン続編』の写本伝承をめぐる考察－騎士ファリアンの戦死と生存」、『チョーサーと中世を眺めて』（麻生出版、2014年）pp.367-383.